# Teatro Dramático de Estonia
El Teatro Dramático de Estonia —en estonio: Eesti Draamateater— es un teatro ubicado en Tallin, Estonia. Cumple la función de teatro nacional del país. Justo al lado se encuentra el Teatro Estonia.

## Historia
El edificio que alberga el Teatro de Drama de Estonia fue construido originalmente para el teatro alemán de Tallin y se completó en 1910, según los diseños de los arquitectos de San Petersburgo Nikolai Vassilyev y Alexey Bubyr. Su estilo arquitectónico es Art Nouveau o, más específicamente, Romanticismo.
En 1920, Paul Sepp fundó en Tallin una escuela de arte dramático en lengua estonia, a partir de la cual se formó, en 1924, el Teatro de Drama de Estonia. En sus inicios se llamó Teatro Estudio de Drama y alquilaba el escenario del teatro alemán. Sin embargo, en 1939 el teatro adquirió el edificio y desde entonces ha funcionado allí. En 1937 fue renombrado como Teatro de Drama de Estonia. Durante la ocupación soviética, recibió el nombre de Teatro Nacional de Drama Viktor Kingissepp de Tallin, pero en 1989 recuperó su denominación original, poco antes de que Estonia recobrara su independencia.

## Teatro
En la actualidad, el teatro cumple la función de teatro nacional de Estonia. Cuenta con tres salas, con una capacidad de 436, 170 y 70 asientos, respectivamente. En sus escenarios se representan tanto obras clásicas como producciones contemporáneas, incluyendo montajes experimentales.
Desde su fundación, el Teatro de Drama de Estonia ha colaborado con dramaturgos y presentado obras de autores como Hugo Raudsepp, August Kitzberg, Eduard Vilde, A. H. Tammsaare, Mats Traat, Jaan Kross y Oskar Luts. Durante la década de 1980, el teatro asumió un papel político al poner en escena obras con temáticas críticas hacia la ocupación soviética y favorables a la independencia de Estonia, escritas por autores como Jaan Kruusvall y Rein Saluri.